# Una Na (canção de Lali Espósito)
"Una Na" é o primeiro single fora de álbum da cantora argentina Lali Espósito, lançado no dia 27 de julho de 2017 para download digital em todo o mundo e enviado às rádios simultaneamente. A música foi composta pela própria intérprete com auxílio dos produtores de seus álbuns anteriores, integrantes da empresa argentina 3musica, e a participação do produtor cubano Andy Clay. A faixa permaneceu por 6 semanas consecutivas no topo das músicas mais tocadas da Argentina segundo o Monitor Latino, e no Uruguai chegou ao 8º lugar.

## Vídeo musical
Dirigido por Juan Ripari, mesmo diretor dos videoclipes anteriores da artista, e filmado nos Vales de Calchaquí na província de Salta na Argentina, o vídeo foi lançado no dia 20 de setembro de 2017 nas plataformas de download digital, VEVO e Youtube. Como estratégia de marketing o clipe pôde ser visto em telas publicitárias das ruas de Buenos Aires anunciando o lançamento que seria no dia seguinte. 

## Performances
No dia 06 de agosto de 2017 Lali apresentou a música ao vivo no programa televisivo da Argentina Susana Gimenez, juntamente com o single "Boomerang" do álbum Soy. Em 05 de setembro do mesmo ano, Espósito performou a canção no 20º aniversário da E! Latino que ocorreu no Faena Arts Center. A faixa também foi apresentada na cerimônia de premiação dos Kids Choice Awards da Argentina no dia 19 de outubro, ocasião em que recebeu o prêmio de "Música latina favorita". Lali também apresentou a canção em duas apresentações no Teletón do Chile no dia 02 de dezembro de 2017, sendo que uma delas foi realizada no Estádio Nacional de Chile.

## Premiações
| Ano  | Premiação                    | Categoria              | Resultado |
| ---- | ---------------------------- | ---------------------- | --------- |
| 2017 | Kids Choice Awards Argentina | Música Latina Favorita | Venceu    |

## Desempenho

### Posições semanais
| Paradas musicais (2017)                 | Melhor Posição |
| --------------------------------------- | -------------- |
| Argentina Nacionalidad (Monitor Latino) | 1              |
| Argentina Latin (Monitor Latino)        | 9              |
| Argentina (Monitor Latino)              | 11             |
| México Español Airplay (Billboard)      | 34             |
| Uruguai (Monitor Latino)                | 8              |

### Posições anuais
| Paradas musicais (2017)          | Melhor Posição |
| -------------------------------- | -------------- |
| Argentina (Monitor Latino)       | 89             |
| Argentina Latin (Monitor Latino) | 61             |
| Equador Pop (Monitor Latino)     | 89             |
| Panamá Pop (Monitor Latino)      | 94             |
| Uruguai (Monitor Latino)         | 90             |
| Venezuela Pop (Monitor Latino)   | 98             |

## Histórico de lançamento
| País  | Data                | Formato                     | Editora discográfica     |
| ----- | ------------------- | --------------------------- | ------------------------ |
| Mundo | 27 de julho de 2017 | Download digital, Streaming | Sony Music Entertainment |